# 7e division de cavalerie (Empire allemand)
Pour les articles homonymes, voir 7e division.
La 7e division de cavalerie est une unité de cavalerie, partie de l'armée impériale allemande, qui participe lors de la Première Guerre mondiale aux combats du front de l'Ouest, du front de l'Est et du front roumain avant de revenir sur le front de l'Ouest. En mai 1918, elle est transformée en division de Schützen (7. Kavallerie-Schützen-Division).

## Composition

### Août 1914
Lors de la mobilisation de 1914, la division est commandée par Ernst von Heydebreck (de). Avec la division de cavalerie bavaroise et la 8e division de cavalerie (saxonne), elle forme le haut commandement de cavalerie (Höheren Kavallerie-Kommandeur) intercalé entre les XXIe et Ier corps d'armée au sud-ouest de Metz. Elle comprend les unités suivantes :
- 26e brigade de cavalerie (de) (Robert de Wurtemberg)
  - 25e régiment de dragons (de)
  - 26e régiment de dragons (de)
- 30e brigade de cavalerie
  - 9e régiment de hussards
  - 15e régiment de dragons caserné à Haguenau
- 42e brigade de cavalerie (de)
  - 11e régiment d'uhlans (de)
  - 15e régiment d'uhlans

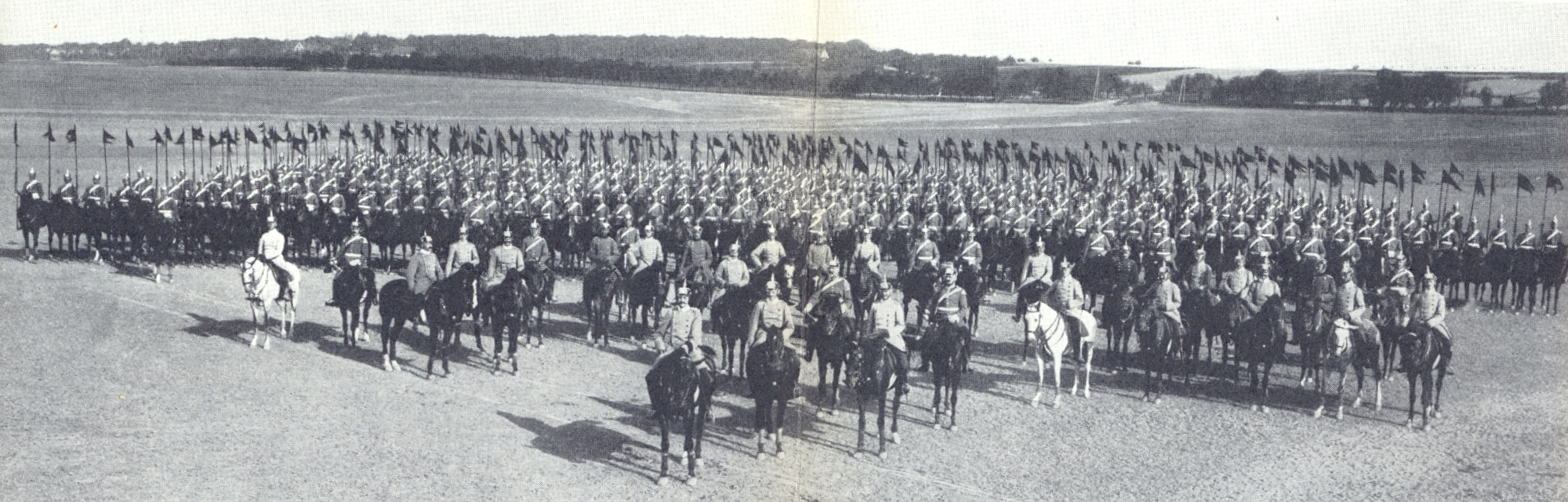
de dragons en 1907.

- Détachement d'artillerie à cheval du 1er régiment d'artillerie de campagne de Haute-Alsace
- 3e section de mitrailleurs
- 7e section de transmissions (une station de TSF lourde et une légère)
- 7e section de pionniers de cavalerie
- 1er bataillon de chasseurs bavarois (avec une compagnie cycliste et une compagnie de mitrailleurs)
- Une colonne légère de munitions

## Historique

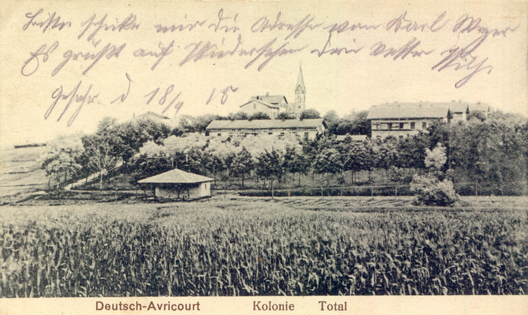
Avricourt (Moselle), carte postale allemande de 1915.

### 1914
- Août : la 7e division est engagée en Lorraine dans la bataille des Frontières
- Transport par VF à travers la Belgique jusqu'à Zandvoorde. Les hommes sont démontés et combattent désormais à pied. La division est engagée dans la course à la mer à l'aile droite de l'armée allemande.
- Novembre : combats de position vers Ypres et Armentières.
- 15 novembre : mise au repos à l'est de Lille.

### 1915
- À partir du 19 janvier : transport vers la Lorraine. Deux escadrons de cavalerie sont convertis en Schützen. Les chevaux sont envoyés au repos près de Sarrebourg.
- En position autour de Bourdonnay, Avricourt, Bréménil.
- Fin juin : en position à Leintrey et Manonviller.
- Août : Amenoncourt .
- À partir d'octobre : en garnison et service de patrouille dans la Belgique occupée.

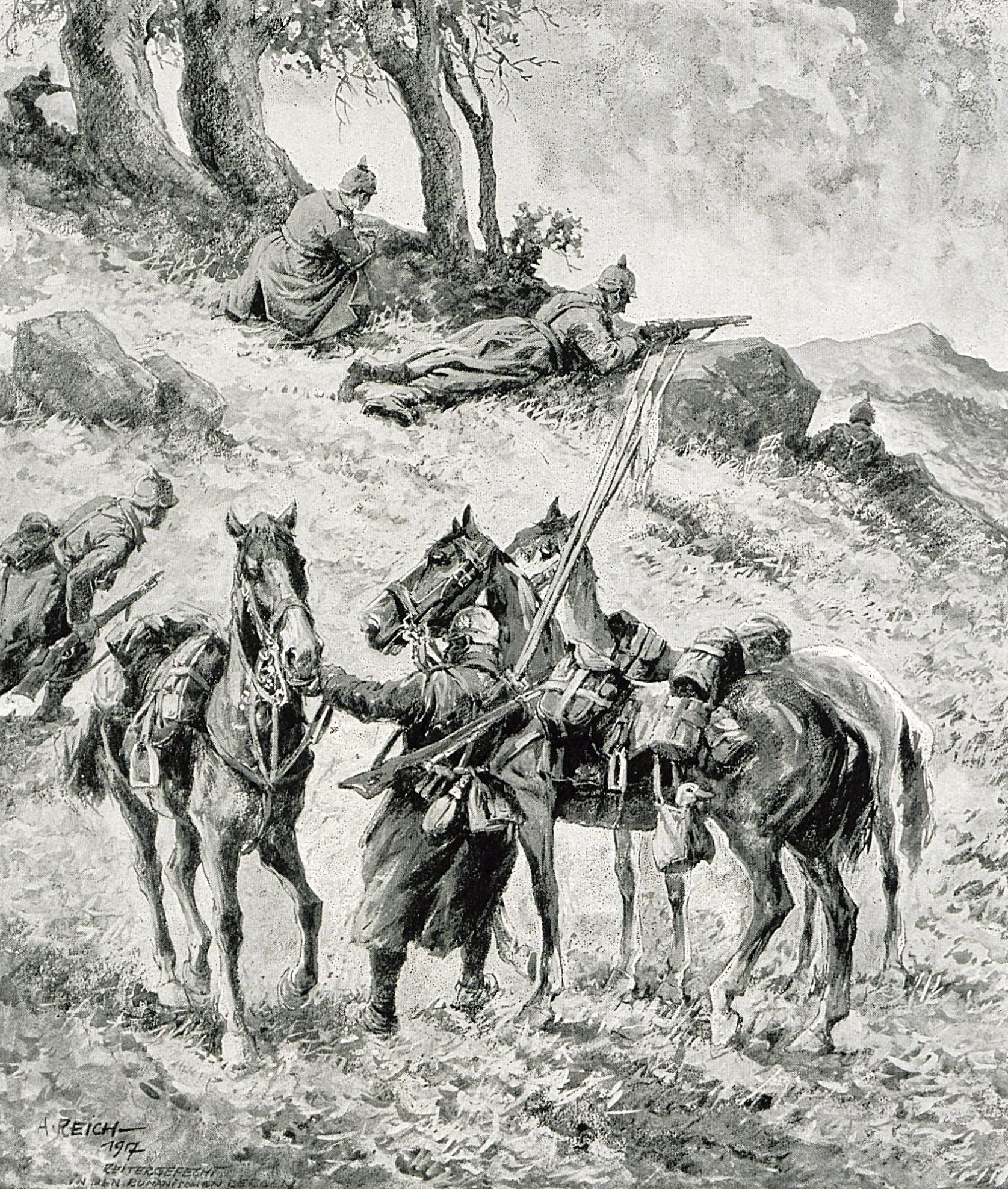
Cavaliers allemands en position dans la en 1916, dessin d'Albert Reich, 1917.

### 1916
Après l'entrée de la Roumanie dans la Première Guerre mondiale, les empires centraux déploient des troupes sur le nouveau front roumain.
- Début octobre : transport par VF jusqu'à Temesvar et rattachement à la 9e armée. Engagement dans la bataille de Transylvanie (en).

### 1917
- 11 janvier : transport à travers le col de Vulcan, par Bucarest, jusqu'au front du Siret à l'ouest de Galați.
- 27 janvier - 8 février : transport par VF vers la Belgique.
- Début mai : transport en Alsace au sud de Colmar.
- 16 mai : les régiments de la 26e brigade sont transformés en Schützen.
- 21 mai : en position à Lapoutroie.
- Fin décembre : la division abandonne ses derniers chevaux.

### 1918

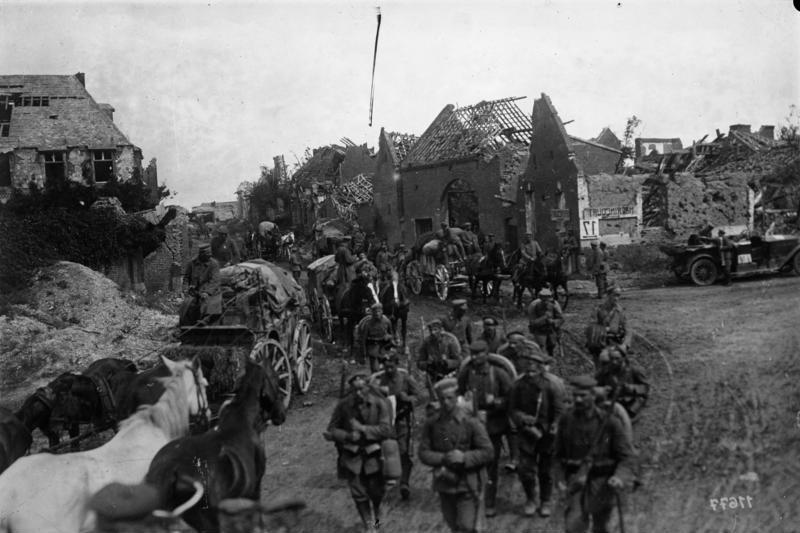
Troupes allemandes en retraite à Bapaume, août 1918.

- Mi-mai 1918 : la division est mise au repos à Sarrebourg et reçoit un entraînement d'infanterie.
- 14 mai : transformation en 7e division de cavalerie Schützen.
- 19 mai - 9 juillet : combats de position en Lorraine et dans les Vosges.
- 1er juin : en position à Avricourt.
- 10 juillet - 31 août : combats de position en Flandre.
- 1er - 2 septembre : bataille de Bapaume.
- 3 - 6 septembre : combats sur la ligne Siegfried.
- 27 septembre - 8 octobre : combats de retraite entre Cambrai et Saint-Quentin.
- 9 - 17 octobre : combats de retraite en Flandre.
- 18 - 24 octobre : combats d'arrière-garde entre l'Yser et la Lys
- 25 octobre - 1er novembre : bataille de la Lys.
- 1er - 11 novembre : combats de position en Haute-Alsace.
- À partir du 12 novembre : évacuation des territoires occupés et retour en Allemagne.

## Chefs de corps
| Grade           | Nom                        | Date                                 |
| --------------- | -------------------------- | ------------------------------------ |
| Generalmajor    | August von Oelrichs (de)   | 14 juin - 25 juillet 1859            |
| Generalleutnant | Ernst von Heydebreck (de)  | 2 août - 25 décembre 1914            |
| Generalmajor    | Fritz von Unger            | 26 décembre 1914 - 18 septembre 1916 |
| Generalmajor    | Udo von Selchow            | 19 septembre - 10 octobre 1916       |
| Generalleutnant | Albert von Mutius          | 11 octobre 1916 - 14 avril 1917      |
| Generalmajor    | Arthur von Lupin           | 15 avril - 18 mai 1917               |
| Generalleutnant | Hermann Heidborn           | 19 mai - 21 juillet 1917             |
| Generalmajor    | Dietrich von Bodelschwingh | 22 juillet 1917 - 22 mai 1918        |
| Generalleutnant | Hans von Heuduck           | 23 mai 1918 - janvier 1919           |